# Peter Collins (Bischof)
Peter Gwilym Collins (* 13. Mai 1958 in Tredegar, Wales) ist ein britischer Geistlicher und römisch-katholischer Bischof von East Anglia.

## Leben
Peter Gwilym Collins besuchte das Royal English College in Valladolid (Spanien) und empfing am 14. Juli 1984 durch Erzbischof John Aloysius Ward OFMCap in der Kirche St. Illtyd in Dowlais das Sakrament der Priesterweihe für das Erzbistum Cardiff.
Bis 1989 war er als Pfarrvikar in der Seelsorge an der Kathedrale von Cardiff tätig. Anschließend studierte er in Spanien und war Vizerektor des Royal English College in Valladolid. An der Päpstlichen Universität Comillas erwarb das Lizenziat in Dogmatik. Von 1995 bis 2001 war er Pfarrer von Chepstow, Caldicot und Magor und von 2001 bis 2019 Dekan sowie Pfarradministrator der Kathedrale von Cardiff. Ab 2019 war er in Cardiff Pfarrer der Pfarreien Saint Mary of the Angels in Canton und Holy Family in Fairwater sowie Diözesanbeauftragter für den Schutz Minderjähriger. Außerdem war er Präsident der diözesanen Bildungskommission und des Priesterrates sowie Mitglied des Domkapitels.
2004 wurde Peter Collins von Kardinal-Großmeister Carlo Furno in den Ritterorden vom Heiligen Grab zu Jerusalem aufgenommen.
Am 11. Oktober 2022 ernannte ihn Papst Franziskus zum Bischof von East Anglia. Die Bischofsweihe spendete ihm sein Vorgänger Alan Stephen Hopes am 14. Dezember desselben Jahres in der Kathedrale St. Johannes der Täufer in Norwich. Mitkonsekratoren waren der Erzbischof von Cardiff, Mark O’Toole, und dessen Amtsvorgänger George Stack.